# San Sergio (Capodistria)
San Sergio (in sloveno: Črni Kal, in passato in italiano anche, Cernicale, Cernical, in tedesco, desueto, Czernical) è un centro abitato della Slovenia, frazione del comune di Capodistria.

## Storia
Dopo la caduta dell'Impero romano d'Occidente, e la parentesi del Regno ostrogoto fino al 539, in Istria si insediarono i bizantini che in seguito subirono la penetrazione temporanea nella penisola dei Longobardi. Dopo una parentesi di dominazione longobarda dal 751 ad opera del loro re Astolfo, l'Istria tornò in mani bizantine dal 774.
Nel 788 Carlo Magno, re dei Franchi, occupò l'Istria inglobandola nel Regnum Italiae affidato da Carlo al figlio Pipino; nell'803 venne istituita la Marchia Austriae et Italiae che comprendeva il Friuli, la Carinzia, la Carniola e l'Istria. Alla morte di Pipino nell'810, il territorio passò in mano al figlio Bernardo.
Con la morte di Carlo Magno nell'814 la carica imperiale passò a Ludovico I che affidò il Regno d'Italia al suo primogenito Lotario, il quale già nell'828 (dopo aver deposto Baldrico per non aver saputo difendere le frontiere orientali dagli Slavi) divise la parte orientale del Regno, ossia la Marca Orientale (o del Friuli), in quattro contee: Verona, Friuli, Carniola e Istria (comprendente il Carso e parte della Carniola interna).
In seguito al Trattato di Verdun, nell'843, il suo territorio entrò a far parte della Lotaringia poi assegnate al marchese Eberardo a cui succedettero prima il figlio Urnico e poi l'altro figlio Berengario.
Cessato il dominio franco con la deposizione di Carlo il Grosso, Berengario, divenuto re d'Italia, passò il marchesato aquileiese al suo vassallo Vilfredo che venne poi nell'895 da lui nominato marchese del Friuli e dell'Istria.
Nel 952 l'imperatore Ottone I obbligò il re d'Italia Berengario II a rinunciare alle contee “Friuli et Istria”, unendole al Impero romano-germanico e subordinandole al ducato di Baviera tenuto dal suo fratellastro Enrico I a cui successe il figlio Enrico II.

Nel 976 passò al Ducato di Carinzia appena costituito dall'imperatore Ottone II.
Nel 1040, dopo la morte l'anno prima di Corrado II, Enrico III di Franconia fece del resto dell'Istria una marca a sé, per dare a questa provincia un'organizzazione più adatta alla difesa e per indebolire i duchi di Carinzia, ai quali l'Istria era sottomessa. La nuova marca istriana divenne così “provincia immediata e feudo diretto dell'Impero”, L'autorità marchionale della nuova Marchia et Comitatus Histriae venne pertanto conferita dall'imperatore al conte Volrico od Urlico I della casa Weimar – Orlamünde.

Il castello sul ciglione roccioso sovrastante l'attuale paese, di origine baronale, fu fatto erigere proprio dal Margravio d'Istria, Urlico I della casa Weimar – Orlamünde, nell'XI secolo, a difesa della regione, essendo a cavallo dell'importante strada che dalla valle del Risano portava all'altipiano carsico, e per secoli svolse il suo ruolo di roccaforte.
Morto il marchese Urlico I, nel 1070 l'imperatore Enrico IV cedette il marchesato d'Istria a Marquardo III di Eppenstein; Marquardo III, aveva sposato Edvige o Haldemud, figlia di Wilpurga e Variento, duca del Friuli e signore di Gorizia, dal quale ereditò le signorie isontine.
Nel 1077 l'imperatore Enrico IV costituì il Principato ecclesiastico di Aquileia che ebbe influenza, mediante apposito diploma emesso lo stesso anno, anche sulla marca di Carniola e sulla contea dell'Istria.

Il suo feudo fu per secoli territorio di Trieste sotto i patriarchi e dopo la pace di Treviso (1291, che affidava Capodistria e la fascia costiera occidentale istriana alla crescente potenza della Serenissima), il suo territorio venne affidato, assieme all'alta valle Risano, al comune di Trieste, al tempo nemico del patriarca.
 
I Veneziani l'occuparono nel 1357 e lo tennero fino al 1513 quando i Triestini (che già nel 1382 offrirono la loro dedizione al Duchi d’Austria, ossia gli Asburgo) si impossessarono del castello.
L'antico confine fra le due potenze passava ai lati dell'insediamento e a sud lungo un breve tratto del Risano.
Dopo il Trattato di Campoformido e al successivo Trattato di Lunéville, rimase alla Monarchia asburgica.
Col Trattato di Schönbrunn del 1809 entrò a far parte delle Province Illiriche per rientrare poi in mano austriaca col Congresso di Vienna nel 1815 nel Regno d'Illiria come comune autonomo; passò in seguito sotto il profilo amministrativo al Litorale austriaco nel 1849 come frazione del comune di Decani ed era noto con il toponimo sloveno di Črni Kal (letteralmente: "terra nera") e con quello adattato alla grafia italiana di Cernical.
Dopo la prima guerra mondiale passò, come tutta la Venezia Giulia, al Regno d'Italia, sempre come frazione del comune di Villa Decani; nel 1923 nell'ambito dell'italianizzazione del territorio, il toponimo italiano tradizionale (Cernicale), di evidente origine slava, venne mutato in quello già precedentemente in uso di San Sergio.
Fu soggetta alla Zona d'operazioni del Litorale adriatico (OZAK) tra il settembre 1943 e il maggio 1945. Fin dal giugno 1945, trovandosi a sud della Linea Morgan, entrò nella zona ad amministrazione jugoslava della Venezia Giulia e a seguito del Trattato di Parigi nel 1947 della Jugoslavia ma confinante a nord-ovest con la zona B del Territorio Libero di Trieste (ad amministrazione jugoslava); dal 1991 fa parte della Slovenia; attualmente Črni Kal è frazione del comune di Capodistria.